# Breda Ba.65

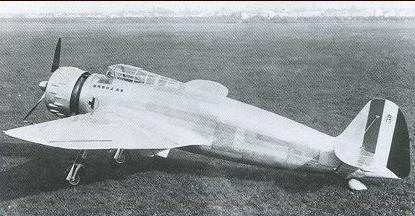

O Breda Ba.65 foi uma aeronave monoplana de asa baixa, construída pela Itália, monomotor e construído inteiramente com metal, usado pela Aviazione Legionaria durante a Guerra Civil Espanhola e pela Regia Aeronautica na primeira parte da Segunda Guerra Mundial. Foi a única aeronave italiana de ataque ao solo que serviu efetivamente nesta missão. Serviu quase que exclusivamente na frente norte-africana. Além de mais das 150 aeronaves operadas por forças italianas, um total de 55 foram exportadas e usadas por forças aéreas do Iraque, Chile e Portugal.

## Projeto e desenvolvimento
Uma evolução do Ba.64, o Ba.65 foi projetado por Antonio Parano e Giuseppe Panzeri. Era uma aeronave de assento único, toda construída de metal, asa baixa e monoplano com um trem de pouso retrátil. Assim como seu antecessor, a intenção era de aeroplano di combattimento, uma aeronave de múltiplos usos, como caça, ataque e reconhecimento. O Ba.65 levava armamento sob as asas, sendo duas metralhadoras 12,7 mm (0,5 in) e duas 7,7 mm (0,303 in) Breda-SAFAT, com armazenamento interno de 200 kg de bombas, além das cargas externas, totalizando 1.000 kg (2.200 lb) em armamento. O protótipo, que voou pela primeira vez em Setembro de 1935, assim como as primeiras aeronaves produzidas, usou o motor radial de 700 hp Gnôme-Rhône K-14, produzido sob licença pela Isotta Fraschini. A partir da 82ª aeronave, foi adotado o motor radial de duas linhas, mais potente Fiat A.80 RC.41, com 18-cilindros, e uma potência de 1.000 hp. A produção encerrou-se em Julho de 1939 após 218 aeronaves terem sido construídas pela Breda e pela Caproni.